# Mathieu Bilodeau
Mathieu Bilodeau, född 27 november 1983, är en friidrottare från Kanada. Han deltog vid olympiska sommarspelen 2016 och olympiska sommarspelen 2020.